# Chazey-Bons
Pour les articles homonymes, voir Bons.
Chazey-Bons est une commune française, située dans le département de l'Ain en région Auvergne-Rhône-Alpes. Elle devient une commune nouvelle à la suite de la fusion avec Pugieu.

## Géographie
Située à 7 km au nord de Belley, la commune se trouve dans la zone délimitée de production AOC des vins du Bugey.

### Communes limitrophes

La commune depuis 2017.

### Climat
Pour des articles plus généraux, voir Climat d'Auvergne-Rhône-Alpes et Climat de l'Ain.
En 2010, le climat de la commune est de type climat des marges montargnardes, selon une étude du CNRS s'appuyant sur une série de données couvrant la période 1971-2000. En 2020, Météo-France publie une typologie des climats de la France métropolitaine dans laquelle la commune est exposée à un climat de montagne ou de marges de montagne et est dans la région climatique Alpes du nord, caractérisée par une pluviométrie annuelle de 1 200 à 1 500 mm, irrégulièrement répartie en été.
Pour la période 1971-2000, la température annuelle moyenne est de 11,1 °C, avec une amplitude thermique annuelle de 18,3 °C. Le cumul annuel moyen de précipitations est de 1 169 mm, avec 10,7 jours de précipitations en janvier et 7,6 jours en juillet. Pour la période 1991-2020, la température moyenne annuelle observée sur la station météorologique de Météo-France la plus proche, « Belley Man », sur la commune de Belley à 5 km à vol d'oiseau, est de 12,1 °C et le cumul annuel moyen de précipitations est de 1 099,8 mm,. Pour l'avenir, les paramètres climatiques de la commune estimés pour 2050 selon différents scénarios d'émission de gaz à effet de serre sont consultables sur un site dédié publié par Météo-France en novembre 2022.

## Urbanisme

### Typologie
Au 1er janvier 2024, Chazey-Bons est catégorisée commune rurale à habitat dispersé, selon la nouvelle grille communale de densité à 7 niveaux définie par l'Insee en 2022.
Elle est située hors unité urbaine. Par ailleurs la commune fait partie de l'aire d'attraction de Belley, dont elle est une commune de la couronne,. Cette aire, qui regroupe 31 communes, est catégorisée dans les aires de moins de 50 000 habitants,.

## Histoire

### Bons
Ancienne paroisse (Bons-monalium, Buntz, Buns) sous le vocable de saint Maurice, réunie à celle de Chazey.
L’évêque de Belley nommait à la cure.
En 1155 fut créée l'abbaye de Bons, fille de celle du Betton, dans la lignée de Notre-Dame de Tamié.
Ce monastère de filles nobles de l'ordre de Cîteaux, sous le vocable de Notre-Dame, fut fondé vers 1155, par Marguerite de Savoie (ap.1130-1157), fille du comte Amédée III de Savoie, qui s'y fit elle-même religieuse. En 1183, le pape Lucius III le prit sous la protection toute spéciale du Saint-Siège.
Parmi les plus anciens bienfaiteurs de Bons, on compte Guichard IV, sire de Beaujeu et seigneur du Valromey (1195), Pierre II, comte de Savoie (1268), Sibylle de Baugé, comtesse de Savoie (1294), Louis Ier, seigneur de Vaud et du Bugey (1340), et Louis II, baron de Vaud, qui lui donna, en 1334, quarante sols viennois de rente et un droit de gerberie à prendre sur les habitants de Passin en Valromey.
D'après des terriers de 1369, 1454, 1476 et 1538, on voit que les religieuses, outre les fonds qu'elles possédaient autour de leur monastère, percevaient encore, dans le Valromey, des redevances sur les villages de Sutrieu, Montgonod, Lompnieu, Tremblay, Champagne, Châteauneuf, Chavilleu, Ossy, Chassonod, Musin, etc.
La première abbesse de Bons se nommait Dulgardis. Celle qui fit opérer le transfert était dame Gilberte de Laigne. Parmi les autres abbesses on en trouve qui appartenaient aux nobles familles de Grammont, de Montferrand, de Matafelon, de Montluel, de Saint-André, de Chissé, d'Escrivieux, de Mareste, de Salins, de Villette, de Vignod, etc.
Le 22 août 1772, M. de Barral, comte de Rossillon, démembra de son comté la terre de Bons et la vendit en toute justice à Philibert Parraz-Brillat, avocat au Parlement, qui en reprit le fief le 25 juin de l'année suivante.

### Époque contemporaine
La ville bénéficie d'une gare sur la ligne de Pressins à Virieu-le-Grand à partir de 1880. Si le trafic voyageur cesse en 1940, le trafic marchandise continue jusqu'en 2009. Bien qu'une grande campagne de travaux ait lieu jusqu'en 2014 et que le trafic ait repris 3 ans durant, la ligne révèle malgré tout un état d'usure et de fatigue jugé dangereux par la SNCF et Réseau ferré de France. Faute d'accords financiers, elle est laissée en l'état et progressivement abandonnée,,.
Le 1er janvier 2017, la commune absorbe celle de Pugieu qui devient commune déléguée.

## Politique et administration

### Découpage territorial
La commune de Chazey-Bons est membre de la communauté de communes Bugey Sud, un établissement public de coopération intercommunale (EPCI) à fiscalité propre créé le 1er janvier 2014 dont le siège est à Belley. Ce dernier est par ailleurs membre d'autres groupements intercommunaux.
Sur le plan administratif, elle est rattachée à l'arrondissement de Belley, au département de l'Ain et à la région Auvergne-Rhône-Alpes. Sur le plan électoral, elle dépend du  canton de Belley pour l'élection des conseillers départementaux, depuis le redécoupage cantonal de 2014 entré en vigueur en 2015, et de la troisième circonscription de l'Ain  pour les élections législatives, depuis le dernier découpage électoral de 2010.

### Administration municipale
| Période                                  | Période  | Identité         | Étiquette | Qualité |
| ---------------------------------------- | -------- | ---------------- | --------- | ------- |
| 1995                                     | 2008     | Lucien Verard    |           |         |
| 2008                                     | 2020     | Didier Bonnard   | SE        |         |
| 2020                                     | En cours | Philip Lallement |           |         |
| Les données manquantes sont à compléter. |          |                  |           |         |

## Démographie

### Évolution démographique jusqu'en 2015
L'évolution du nombre d'habitants est connue à travers les recensements de la population effectués dans la commune depuis 1793. À partir du 1er janvier 2009, les populations légales des communes sont publiées annuellement dans le cadre d'un recensement qui repose désormais sur une collecte d'information annuelle, concernant successivement tous les territoires communaux au cours d'une période de cinq ans. 
Pour les communes de moins de 10 000 habitants, une enquête de recensement portant sur toute la population est réalisée tous les cinq ans, les populations légales des années intermédiaires étant quant à elles estimées par interpolation ou extrapolation. Pour la commune, le premier recensement exhaustif entrant dans le cadre du nouveau dispositif a été réalisé en 2008,.
En 2014, la commune comptait 850 habitants, en évolution de +16,44 % par rapport à 2009 (Ain : +6,33 %, France hors Mayotte : +2,49 %).
| 1793 | 1800 | 1806 | 1821 | 1831 | 1836 | 1841 | 1846 | 1851 |
| ---- | ---- | ---- | ---- | ---- | ---- | ---- | ---- | ---- |
| 590  | 460  | 560  | 658  | 671  | 660  | 645  | 731  | 788  |

| 1856 | 1861 | 1866 | 1872 | 1876 | 1881 | 1886 | 1891 | 1896 |
| ---- | ---- | ---- | ---- | ---- | ---- | ---- | ---- | ---- |
| 733  | 667  | 692  | 663  | 667  | 749  | 728  | 681  | 673  |

| 1901 | 1906 | 1911 | 1921 | 1926 | 1931 | 1936 | 1946 | 1954 |
| ---- | ---- | ---- | ---- | ---- | ---- | ---- | ---- | ---- |
| 654  | 651  | 636  | 582  | 574  | 600  | 589  | 511  | 501  |

| 1962 | 1968 | 1975 | 1982 | 1990 | 1999 | 2008 | 2013 | 2014 |
| ---- | ---- | ---- | ---- | ---- | ---- | ---- | ---- | ---- |
| 502  | 590  | 681  | 728  | 684  | 664  | 715  | 831  | 850  |

### Évolution démographique  à partir de 2015
L'évolution du nombre d'habitants est connue à travers les recensements de la population effectués dans la commune depuis sa création.

En 2022, la commune comptait 1 165 habitants, en évolution de +7,97 % par rapport à 2016 (Ain : +5,15 %, France hors Mayotte : +2,11 %).
| 2015  | 2016  | 2017  | 2018  | 2022  |
| ----- | ----- | ----- | ----- | ----- |
| 1 053 | 1 079 | 1 112 | 1 144 | 1 165 |

## Culture locale et patrimoine

### Lieux et monuments
- Le donjon de la Bâtie fait l’objet d’une inscription au titre des monuments historiques depuis le 24 mai 1973[23].
- La maison Brillat fait l’objet d’une inscription au titre des monuments historiques depuis le 9 mars 1927[24].
- L'église Saint-Maurice de Bons.
- L'église Saint-Véran de Chazey.
- L'église Saint-Georges de Pugieu.
- La chapelle Notre-Dame de Cressieu[25].

- L'abbaye de Bons était située sur le territoire de l'actuelle commune.

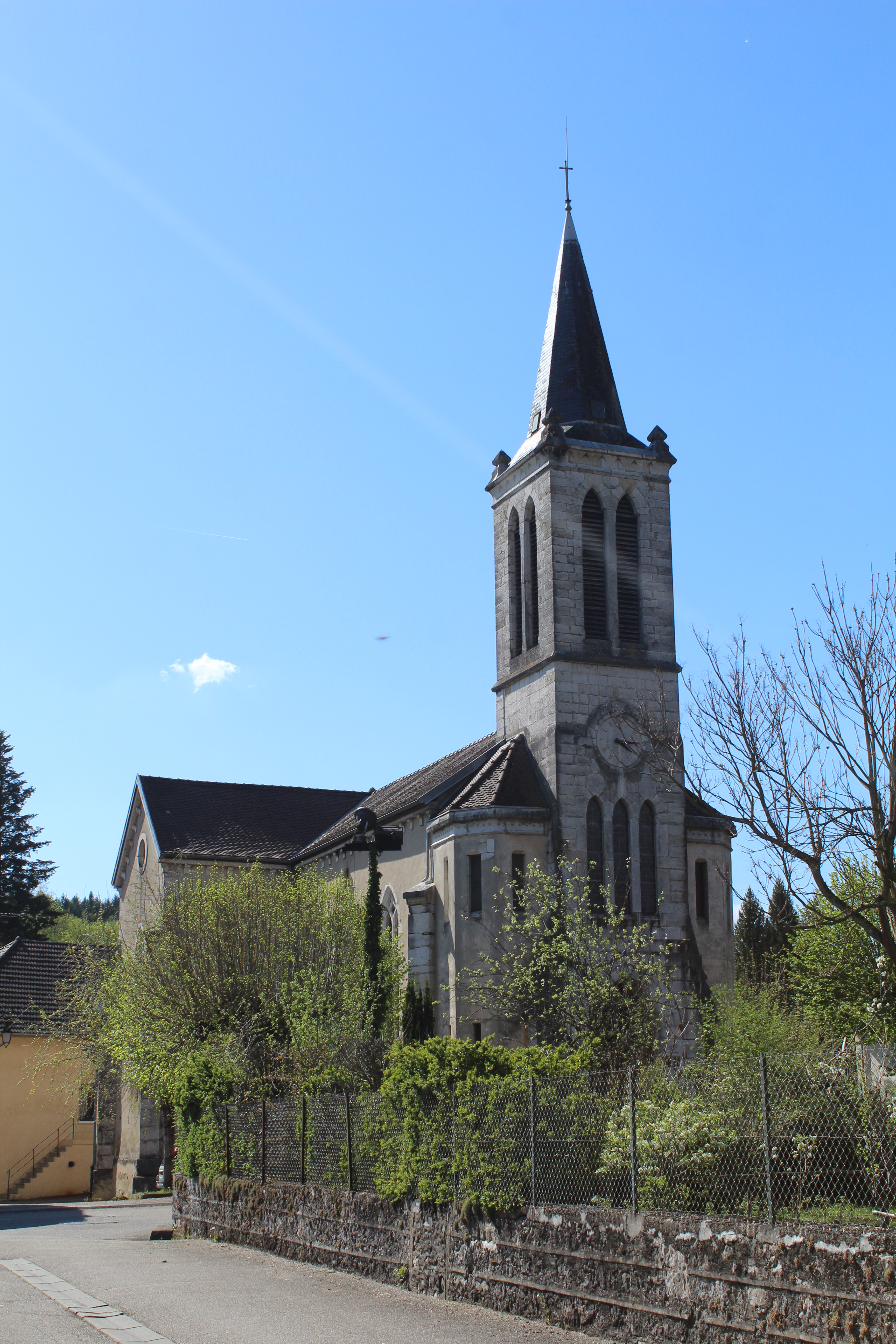
L'église de Bons.
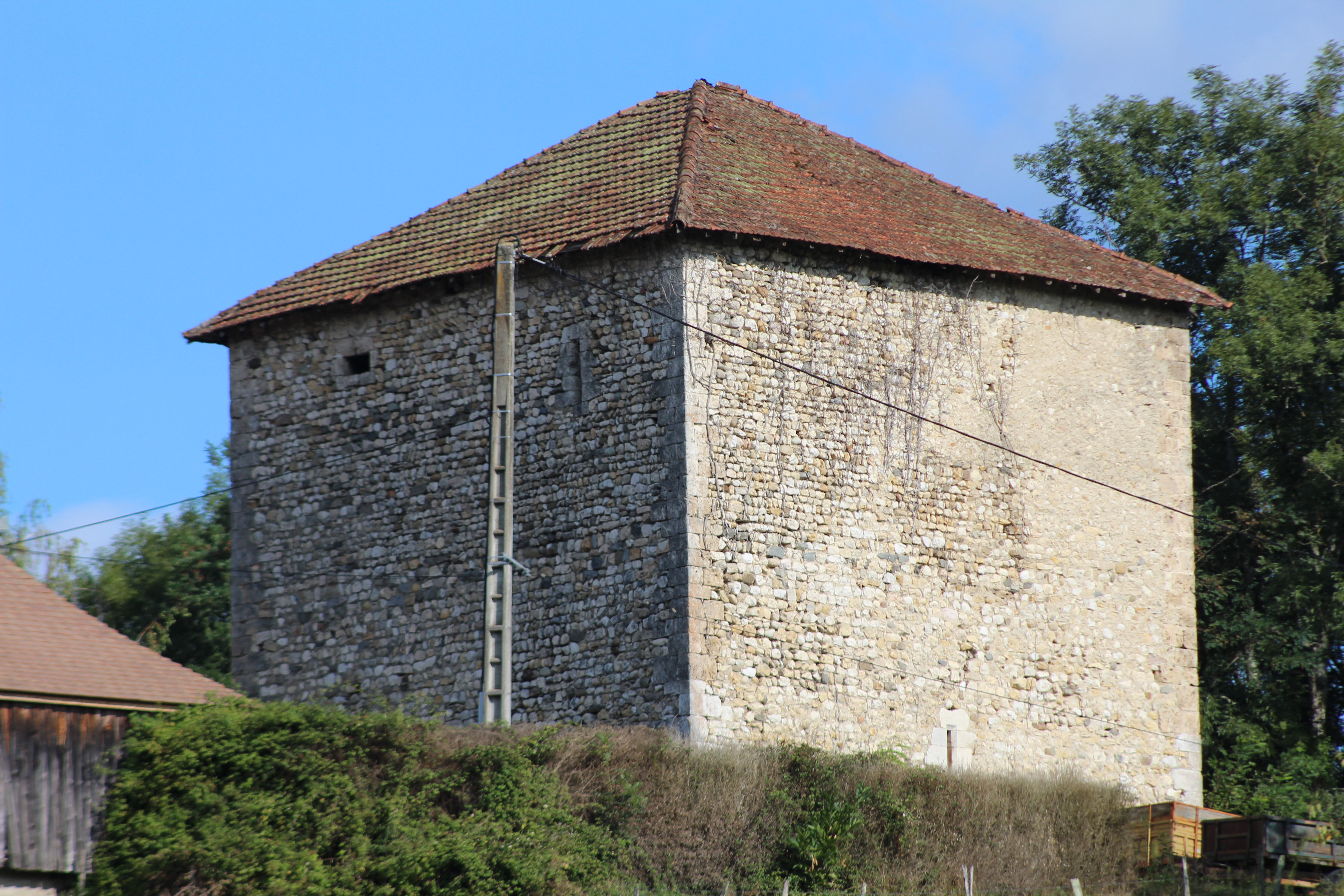
Donjon du Temple.
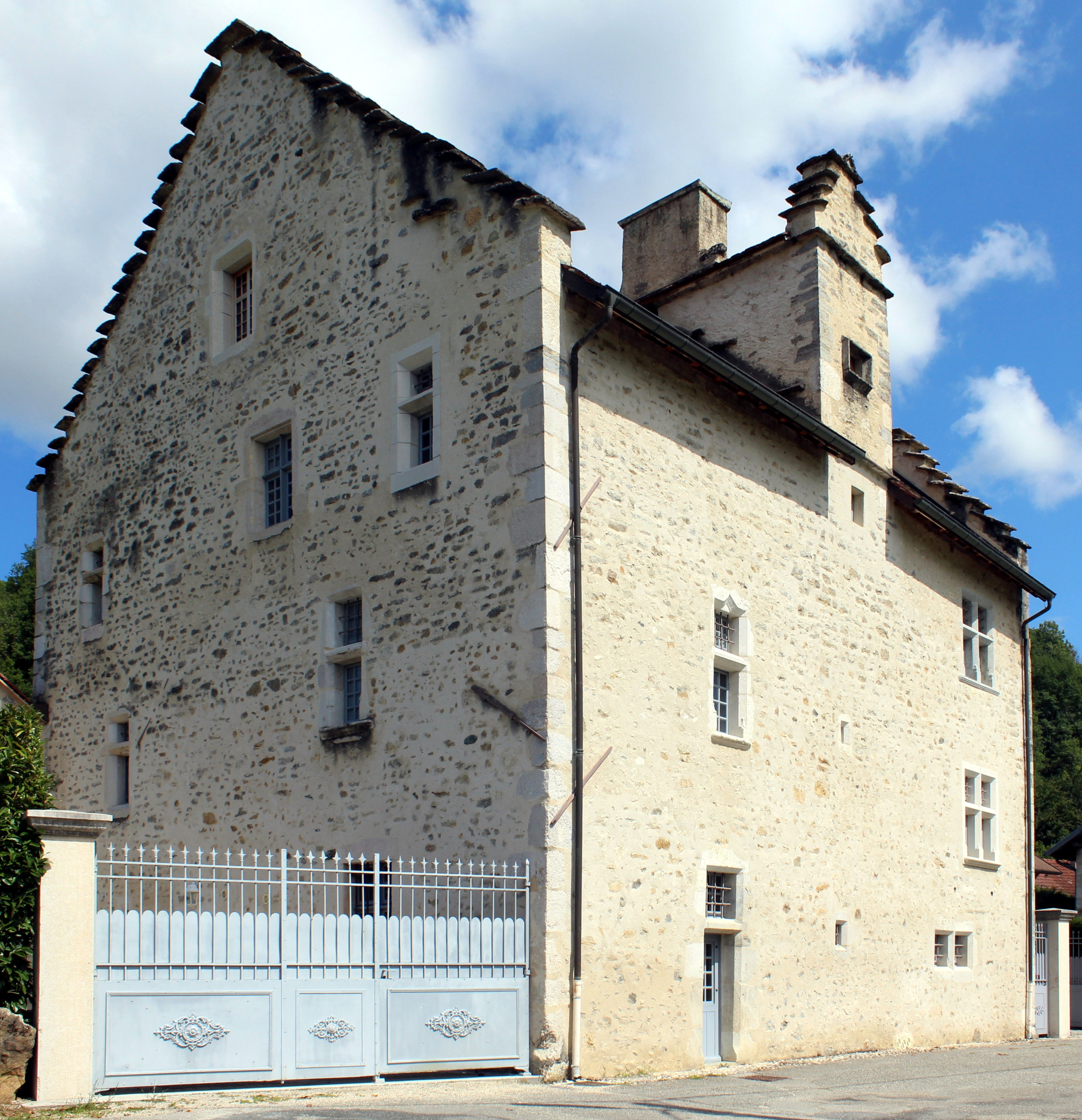
Maison Brillat.
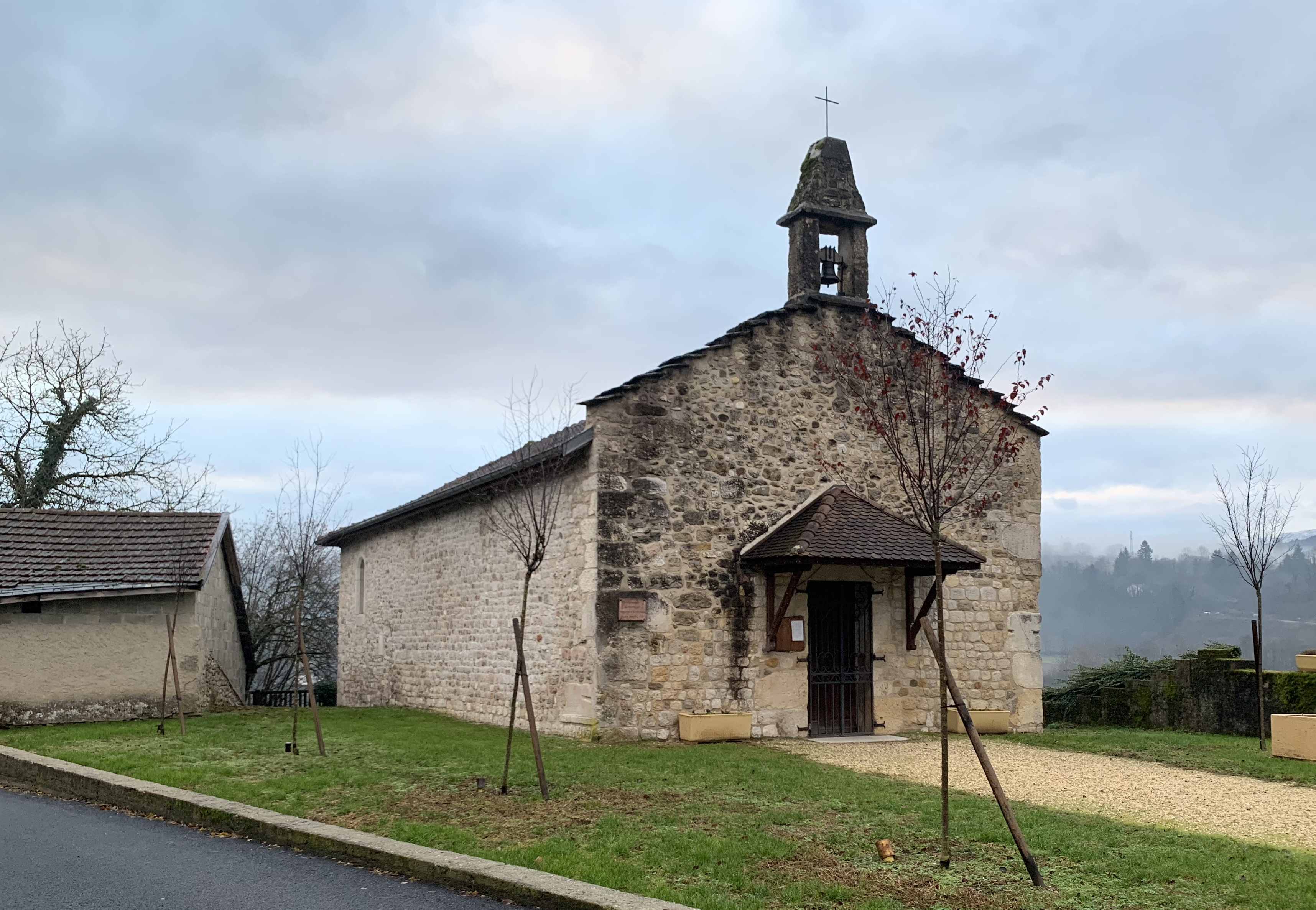
Église Saint-Véran de Chazey.
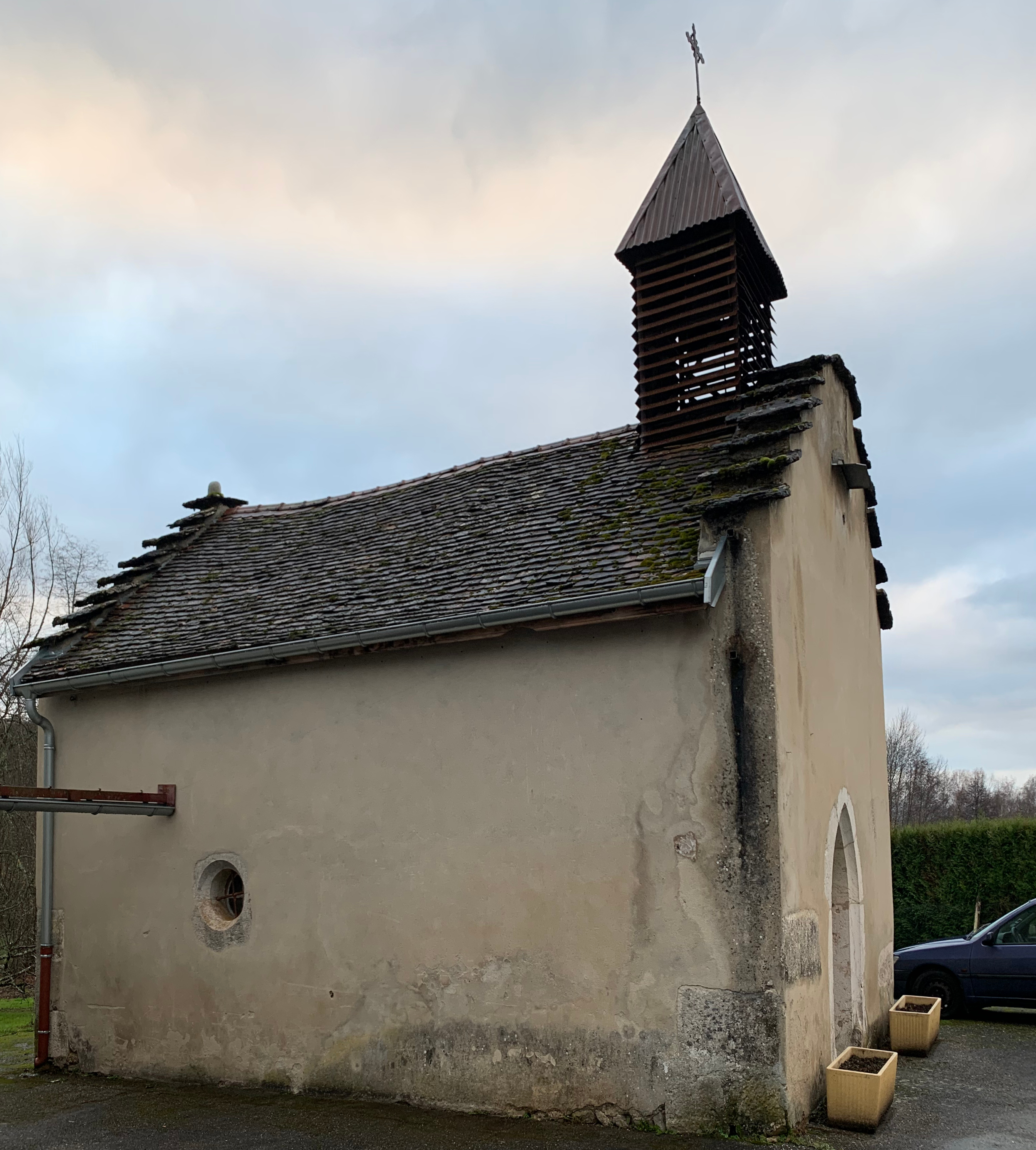
Chapelle Notre-Dame de Cressieu.
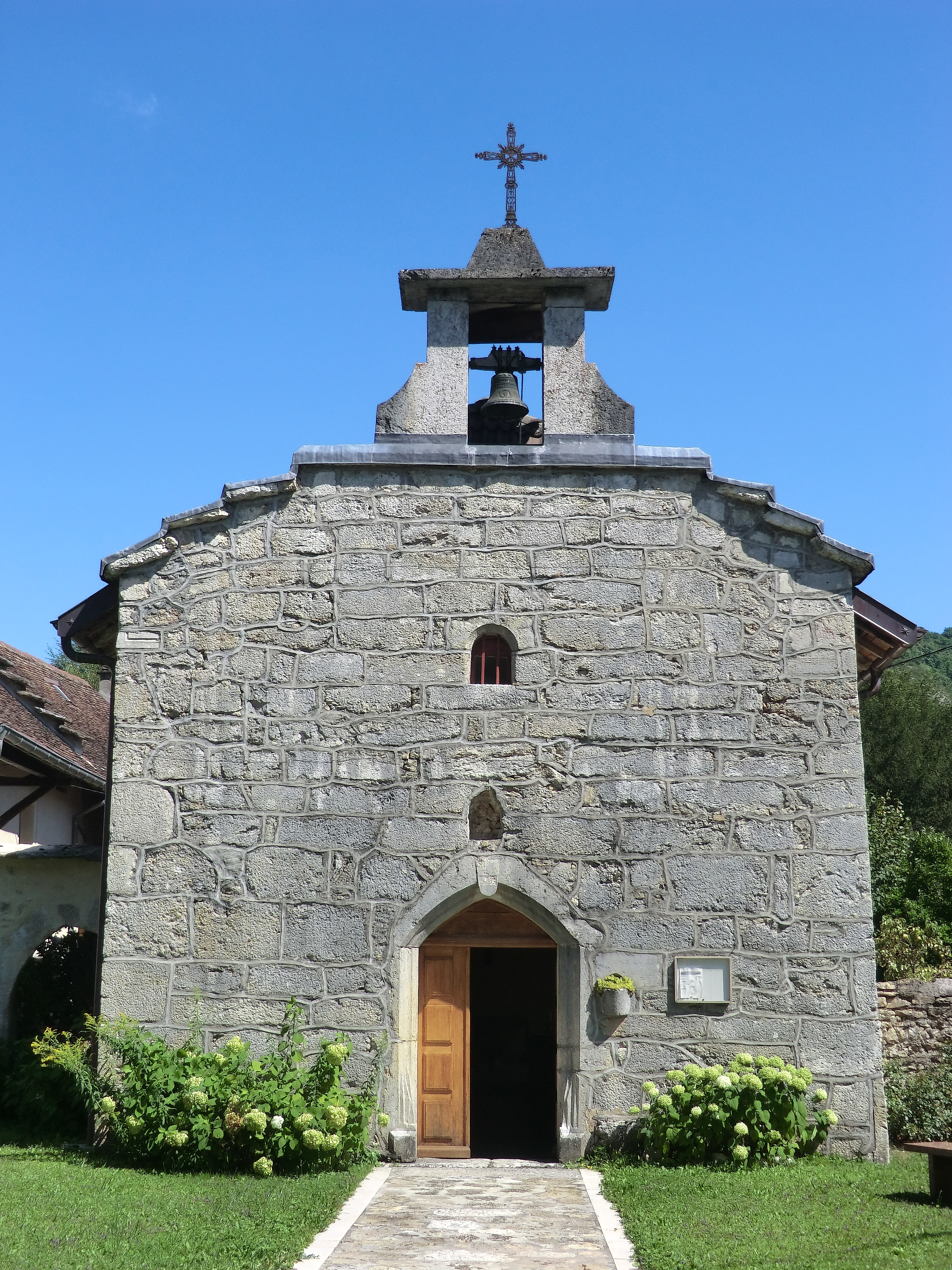
Église de Pugieu.